# Antonín Arnošt z Neippergu
Antonín Arnošt hrabě z Neippergu (německy Anton Ernst Graf von Neipperg; 18. prosince 1883 Doksy – 28. prosince 1947 Schwaigern) byl česko-německý šlechtic z hraběcího rodu Neippergů. Působil jako politik a velkostatkář. 

## Život
Antonín Arnošt z Neippergu se narodil v severočeských Doksech jako Maria Antonín Arnošt Reinhard Jan Nepomuk František Salesiánský Josef Hubert Gracián hrabě z Neippergu (něm. Maria Anton Ernst Reinhard Johannes von Nepomuk Franz von Sales Joseph Hubertus Gratianus Graf von Neipperg). 
Byl druhorozeným synem Reinharda z Neippergu a v roce 1919 nahradil ve funkci hlavy rodu svého staršího bratra Eberharda (1882–1956), který se ze zdravotních důvodů zřekl následnictví. 
Jeho mladší bratr Adalbert z Neippergu byl benediktinem a je uctíván jako mučedník. Také sestra Michaela z Neippergu (1885–1957) byla benediktinkou a působila jako představená řádu v Kostnici.
Antonín Arnošt z Neippergu zpočátku sloužil v pruské armádě a během první světové války dosáhl hodnosti kapitána. Po skončení vojenské služby se věnoval správě rodinného majetku. Byl předsedou Sdružení katolických šlechticů jihozápadního Německa (Verein katholischer Edelleute Südwestdeutschlands). V roce 1930 působil jako předseda 69. shromáždění katolíků Německa v Münsteru.
Politicky se hlásil ke Straně německého středu a v roce 1933 byl členem posledního zemského sněmu svobodného lidového státu Württembersko, který se však sešel pouze jednou, aby 8. června 1933 schválil „zmocňovací zákon“ pro Württembersko. Poté byl zemský sněm 30. ledna 1934 rozpuštěn.

## Rodina a potomstvo
Antonín Arnošt z Neippergu se dne 19. října 1911 v Pruhonicích oženil s Annou hraběnkou Silva-Taroucovou (28. září 1888 - 17. července 1971). Manželé měli čtyři děti:
1. Eleonore (26. srpna 1912 – 9. ledna 1989) ⚭ Richard hrabě von Matuschka-Greiffenclau (11. května 1893 – 4. ledna 1975)
2. Karel Reinhard (15. února 1915 – 28. července 1941)
3. Josef Hubert (22. července 1918 – 12. září 2020) ⚭ (1) Marie hraběnka z Ledebur-Wichelnu (5. listopadu 1920 – 14. června 1984), (2) Terezie princezna z Hohenlohe-Waldenburg-Schillingsfürstu (* 8. září 1938)
4. Marie Gabriela (25. února 1920 – 5. září 2019)

Jeho nejstarší syn Karl Reinhard zemřel během druhé světové války v Rusku, rodový majetek tak přešel na druhorozeného syna Josefa Huberta.
Od roku 1927 byl čestným členem katolického studentského spolku AV Guestfalia Tübingen.